# Vulgaxantin

Vulgaxanthin I

Vulgaxantinas son un grupo de betaxantinas, o los pigmentos de color amarillo predominantes que se encuentran en la remolacha, entre otras plantas como Mirabilis jalapa y la acelga.
Son pigmentos antioxidantes, los tipos I, II, III, IV, y V. Al igual que todas las betaxantinas, puede no ser hidrolizados por ácido a aglicona sin degradación. La actividad del agua también afecta la estabilidad de este antioxidante. Se ha estudiado como un aditivo alimenticio natural pero la inestabilidad sigue siendo un problema.

## Reacciones
- Vulgaxantin-II + Amoníaco + NADH = Vulgaxantin-I + NAD+ + H2O
- Vulgaxantin-I + H2O = Vulgaxantin-II + Amoníaco
- Vulgaxantin-II + ATP + Amoníaco = Vulgaxantin-I + ADP + Fosfato
- Vulgaxantin-II + ATP + Amoníaco = Vulgaxanthin-I + Pirofosfato + Adenosín monofosfato
- Ácido betalámico + L-Glutamina + ATP = Vulgaxantin-I + ADP + Orthophosphate[2]